# Hibbertia ciliolata
Hibbertia ciliolata är en tvåhjärtbladig växtart som beskrevs av Toelken. Hibbertia ciliolata ingår i släktet Hibbertia och familjen Dilleniaceae. Inga underarter finns listade i Catalogue of Life.